# オーティス・ブルー
『オーティス・ブルー』（原題： Otis Blue / Otis Redding Sings Soul）は、オーティス・レディングが1965年に発表した3作目のスタジオ・アルバム。

## 背景
4月に録音された「愛しすぎて」のモノラル・ヴァージョンは、同月にシングルとしてリリースされ、Billboard Hot 100で21位、『ビルボード』のR&Bシングル・チャートで2位という成功を収めた。7月にはアルバムのレコーディングが始まり、本作でレコーディング・エンジニアを務めたトム・ダウドの提案によって2トラック・レコーダーが使用された。この際、「愛しすぎて」はステレオ・ヴァージョンが再録音されており、「オール・マン・トラブル」と「リスペクト」も、モノラル・ヴァージョンとステレオ・ヴァージョンでは演奏そのものが異なる。
レディングは、1964年12月に死去したサム・クックへのトリビュートとして、クックのカヴァーを3曲取り上げた。また、スティーヴ・クロッパーのアイディアによりローリング・ストーンズのカヴァー「サティスファクション」が録音された。
8月に「リスペクト」のモノラル・ヴァージョンがシングルとしてリリースされ、9月には本作がリリースされた。本作発表後の11月、テンプテーションズのカヴァー「マイ・ガール」がイギリスでシングルとしてリリースされ、1966年2月には「サティスファクション」がシングル・カットされている。

## 反響・評価
1965年、レディングは本作で初めて『ビルボード』のR&Bアルバム・チャートで1位を獲得し、1966年には総合チャートのBillboard 200で最高75位に達した。
本作はイギリスで大ヒットを記録した。1966年、レディングとしては初の全英アルバムチャート入りを果たして最高6位に達し、レディングの没後にも再度ヒットして1968年3月23日には全英7位を記録している。
2001年、VH1が発表した「100 Greatest Albums」では81位にランク・イン。『ローリング・ストーン』誌が2003年に選出したオールタイム・グレイテスト・アルバム500では74位にランク・インし、後の改訂では78位となった。

## 収録曲
各曲の収録時間はオリジナルLP(VOLT 412)裏ジャケットの記載に準拠。
1. オール・マン・トラブル - "Ole Man Trouble" (Otis Redding) - 2:55
2. リスペクト - "Respect" (O. Redding) - 2:05
3. チェンジ・ゴナ・カム - "Change Gonna Come" (Sam Cooke) - 4:17
4. ダウン・イン・ザ・ヴァレー - "Down in the Valley" (Bert Berns, Solomon Burke, Babe Chivian, Joe Martin) - 3:03
5. 愛しすぎて - "I've Been Loving You Too Long" (O. Redding, Jerry Butler) - 3:10
6. シェイク - "Shake" (S. Cooke) - 2:35
7. マイ・ガール - "My Girl" (Smokey Robinson, Ronald White) - 2:52
8. ワンダフル・ワールド - "Wonderful World" (S. Cooke, Lou Adler, Herb Alpert) - 3:00
9. ロック・ミー・ベイビー - "Rock Me Baby" (B.B. King, Joe Josea) - 3:20
10. サティスファクション - "Satisfaction" (Mick Jagger, Keith Richards) - 2:45
11. 恋を大切に - "You Don't Miss Your Water" (William Bell) - 2:53

## コレクターズ・エディション
2008年、ライノ・レコードよりCD2枚組の「コレクターズ・エディション」がリリースされた。オリジナルのモノラル盤とステレオ盤の全曲に、18曲のボーナス・トラックが追加されており、シングルB面曲、未発表だった別ミックス、他のライヴ・アルバムやコンピレーション・アルバムで発表されたライヴ音源等が含まれている。

### ディスク1
1. - 11.はオリジナルのモノラル盤と同内容。
Alternates & Singles
1. 愛しすぎて - "I've Been Loving You Too Long (Mono Mix of Stereo Album Version)" (O. Redding, Jerry Butler) - 3:27
2. アイム・ディペンディング・オン・ユー - "I'm Depending on You" (O. Redding) - 2:29
  - シングル「愛しすぎて」のB面曲。
3. リスペクト - "Respect (Mono Mix of Stereo Album Version)" (O. Redding) - 2:18
4. オール・マン・トラブル - "Ole Man Trouble (Mono Mix of Stereo Album Version)" (O. Redding) - 2:43
5. エニー・オール・ウェイ - "Any Ole Way" (O. Redding, Steve Cropper) - 2:28
  - シングル「サティスファクション」のB面曲。
6. シェイク - "Shake (Live 1967 - Stereo Mix of Single Version)" (S. Cooke) - 2:31

Live at the Whisky a Go Go (4/66)
1. オール・マン・トラブル - "Ole Man Trouble" (O. Redding) - 2:36
2. リスペクト - "Respect" (O. Redding) - 2:06
3. 愛しすぎて - "I've Been Loving You Too Long" (O. Redding, J. Butler) - 5:47
4. サティスファクション - "Satisfaction" (M. Jagger, K. Richards) - 4:34
5. アイム・ディペンディング・オン・ユー - "I'm Depending on You" (O. Redding) - 3:03
6. エニー・オール・ウェイ - "Any Ole Way" (O. Redding, S. Cropper) - 2:42

### ディスク2
1. - 11.はオリジナルのステレオ盤と同内容。
Alternate
1. リスペクト - "Respect (1967 Version)" (O. Redding) - 1:49

Live in Europe (3/67)
1. 愛しすぎて - "I've Been Loving You Too Long" (O. Redding, J. Butler) - 4:10
2. マイ・ガール - "My Girl" (S. Robinson, R. White) - 2:42
3. シェイク - "Shake" (S. Cooke) - 2:53
4. サティスファクション - "Satisfaction" (M. Jagger, K. Richards) - 2:53
5. リスペクト - "Respect" (O. Redding) - 3:06

## 参加ミュージシャン
- オーティス・レディング - ボーカル
- スティーヴ・クロッパー - ギター
- ブッカー・T・ジョーンズ - キーボード
- アイザック・ヘイズ - キーボード
- ドナルド・ダック・ダン - ベース
- アル・ジャクソン・ジュニア - ドラムス
- ウェイン・ジャクソン - トランペット
- ジーン・ミラー - トランペット
- アンドリュー・ラヴ - テナー・サックス
- フロイド・ニューマン - バリトン・サックス
- アール・シムズ - バッキング・ボーカル

下記のミュージシャンはモノラル・ヴァージョンのみ参加。
- サミー・コールマン - トランペット
- チャールズ・アクストン - テナー・サックス
- ウィリアム・ベル - バッキング・ボーカル